# دونا ۲۳۶۱۷
سیارک ۲۳۶۱۷ (به انگلیسی: 23617 Duna، نامگذاری:1996HM13) بیست و سه هزار و ششصد و هفدهمین سیارک کشف شده‌است که در ۱۷ آوریل ۱۹۹۶ کشف شد.
قدر مطلق سیارک برابر ۳۸.۹ است.